# Yesterday wo Utatte
Yesterday wo Utatte (イエスタデイをうたって Iesutadei o Utatte) ist eine beendete Manga-Reihe der japanischen Mangaka Kei Toume die zwischen 1997 und 2015 erschien und elf Bände hervorbrachte. Der Manga erschien über den Verlag Shūeisha.
Die Manga-Reihe, die den Genres Drama und Coming-of-Age zuzuordnen ist, folgt dem Uni-Absolventen Rikuo, die Schulabbrecherin Haru sowie der Lehrerin Shinako, zeigt deren Beziehungen zueinander und setzt sich mit den daraus resultierenden Problemen auseinander.
Im Jahr 2020 erhielt die Mangaserie eine Umsetzung als Anime-Fernsehserie, die international unter dem Namen Sing “Yesterday” for Me gezeigt wird.

## Handlung
Rikuo Uozumi hat das College abgeschlossen, weiß aber nichts mit sich anzufangen. So schlägt er sich mit Nebenjobs in einem Konbini und in einem Fotostudio durch den Tag. Haru Nonaka, eine Schulabbrecherin und Hostess, besucht den Laden mit ihrem Haustier – einer Krähe namens Kansuke – regelmäßig. Shinako Morinome besuchte das gleiche College wie Rikuo und belegten gemeinsame Kurse miteinander. Nach ihrem Abschluss nahm sie eine Stelle als Lehrerin an einer Schule in Kanazawa an. Rikuo hat Gefühle für sie entwickelt, hatte aber nie die Möglichkeit gefunden, ihr diese zu offenbaren. Eines Tages taucht Shinako plötzlich an Rikuos Arbeitsstelle auf.
Doch auch Haru, die sich in Rikuo verliebt hat, wird mit ihrer Vergangenheit konfrontiert als ihr ehemaliger Mitschüler Kōichi Minato wieder in ihr Leben tritt und ihr seine Gefühle für sie offenbart. Nicht nur das: Auch innerhalb Harus Familie herrscht ein angespanntes Klima.

## Veröffentlichung
Die elf Bände umfassende Manga-Reihe wurde im japanischen Verlag Shūeisha veröffentlicht, wo er zwischen 1997 und 2011 zunächst im Magazin Business Jump und danach bis zur Beendigung der Reihe im Grand Jump herausgegeben wurde. Mit der Veröffentlichung der dreizehnten Ausgabe des Grand Jump am 3. Juni 2015 endete der Manga.
Am 1. April 2020 erhielt der Manga ein zusätzliches Kapitel in Form eines One-Shot. Dieser folgt Rikuo und Haru nach der Handlung der Hauptreihe und führt zudem Mini-Geschichten auf.
Die Manga-Reihe wurde in Frankreich ab 2003 über den Verlag Delcourt veröffentlicht.

## Charaktere

### Hauptcharaktere
Rikuo Uozumi (魚住 陸生, Uozumi Rikuo)
Rikuo ist ein 26-jähriger College-Absolvent und unsicher, welchen Beruf er ausüben möchte. Deswegen verdient er sich durch einen Nebenjob in einem Konbini etwas Geld um so einigermaßen über die Runden kommen zu können. Sein Hobby ist die Fotografie. Er hegt Gefühle für Shinako Morinome, einer ehemaligen Mitstudentin an seinem College.
Haru Nonaka (野中 晴, Nonaka Haru)
Haru ist 18 Jahre alt, hat die Schule abgebrochen und arbeitet als Hostess in der Bar „MILK HALL“. Sie hat eine Krähe als Haustier, die sie Kansuke getauft hat. Sie ist Rikuo fünf Jahre vor der Handlung des Mangas begegnet, doch aufgrund der drastischen Änderung ihres äußeren Erscheinungsbildes kann dieser sich nicht an das Aufeinandertreffen erinnern. Sie hat sich in Rikuo verliebt.
Shinako Morinome (森ノ目 榀子, Morinome Shinako)
Shinako war eine Mitstudentin an dem College das Rikuo ebenfalls besuchte. Beide freundeten sich während ihrer Studienzeit an. Nach ihrem Abschluss nahm sie eine Stelle als Lehrerin an einer Schule in Kanazawa an, wechselte kurz darauf aber nach Tokio. Sie hat nach wie vor Gefühle für Rō’s älteren, aber inzwischen verstorbenen Bruder.
Rō Hayakawa (早川 浪, Hayakawa Rō)
Rō ist ein Freund von Shinako aus gemeinsamen Kindheitstagen in Kanazawa. Da er von seiner Familie nicht genügend Aufmerksamkeit geschenkt bekommen hat, was der Krankheit seines älteren Bruders geschuldet war, begann er ein Interesse für das Zeichnen zu entwickeln, nachdem andere sein Talent entdeckt haben. Er will an einer Universität Kunst studieren.

### Rikuos Personenkreis
Kinoshita (木ノ下)
Kinoshita ist Rikuos Arbeitskollege im Konbini und Musiker in einer lokalen Rockband. Er steht Rikuo mit Rat und Tat zur Seite, kann es aber auch nicht verkeifen, ihn für sein Privatleben zu necken.
Takanori Fukuda (福田 タカノリ, Fukuda Takanori)
Takanori ist ein ehemaliger Mitstudent von Rikuo und Shinako. Er mag Videospiele. Er bittet Rikuo auf seiner Hochzeit Bilder zu machen.
Kozue Fukuda (福田 梢, Fukuda Kozue)
Kozue ist Takanoris Ehefrau, die er im Laufe der Handlung heiratet.
Chika Yuzuhara (柚原 チカ, Yuzuhara Chika)
Chika ist Rikuos Ex-Freundin, die nach vier Monaten die gemeinsame Beziehung beendet hat. Sie kommt für einige Zeit bei Rikuo unter, da sie aus ihrer Mietwohnung geworfen wurde, nachdem sie die Miete nicht mehr zahlen konnte. Sie spielt Piano und war Mitglied in diversen Gruppen, die sich ihretwegen später trennten, weswegen sie in lokalen Kreisen den Spitznamen „Zerstörerin“ erhielt.

### Harus Personenkreis
Kōichi Minato (湊 航一, Minato Kōichi)
Ein ehemaliger Student der Fotografie und ein kurzzeitiger Mitschüler von Haru an der Oberschule. Er hat sich in Haru verliebt, konnte ihr dies aber nicht offenbaren, da Haru die Schule verließ. Er hat, nachdem er feststellen musste, das falsche Studienfach belegt zu haben, sein Studium abgebrochen. Er arbeitete kurzzeitig mit Rikuo im gleichen Fotostudio. Minato verlässt Japan im Laufe der Handlung und gesteht Haru seine Gefühle.
Kyōko Sayama (狭山 杏子, Sayama Kyōko)
Kyōko ist die Eigentümerin der Bar MILK HALL in der Haru als Hostess arbeitet.
Izawa (居沢)
Ein ehemaliger Mitschüler Kyōkos, der Gefühle für Kyōko hat.
Amamiya (雨宮)
Izawas Arbeitskollege, der ein Auge auf Haru geworfen hat seit sie sich das erste Mal begegnet sind.
Mimori (みもり)
Amamiyas Freundin aus Kindertagen.
Yōko Akimoto (秋本 陽子, Akimoto Yōko)
Harus leibliche Mutter.
Shōgo Kawashima (川島 省吾, Kawashima Shōgo)
Harus Stiefvater.
Kansuke (カンスケ)
Harus Haustier, eine Krähe.

### Shinakos Personenkreis
Yū Hayakawa (早川 湧, Hayakawa Yū)
Rō’s älterer Bruder und die erste große Liebe von Shinako. Er verstarb vor der Handlung des Mangas an einer Herzerkrankung.
Morita (杜田)
Ein Arbeitskollege von Shinako an der Schule.
Takako Kinoshita (木ノ下 楼子, Kinoshita Takako)
Eine Schülerin von Shinako und die kleine Schwester von Kinoshita.
Izumi Fukamachi (深町 泉, Fukamachi Izumi)
Takakos Mitschüler und Präsident des Film-Clubs.

### Rō’s Personenkreis
Katsumi Takishita (滝下 克美, Takishita Katsumi)
Rō’s Mitschüler im Vorbereitungskurs für die Aufnahmeprüfungen.
Rio (莉緒)
Ein Model, das an Rō’s Schule arbeitet. Sie ist in einer Beziehung mit Rō.
Misato Kuzuhara (葛原 未里, Kuzuhara Misato)
Eine Teilnehmerin am Vorbereitungskurs. Katsumi hat ein Auge auf sie geworfen.
Natsuki Nakahara (中原 夏樹, Nakahara Natsuki)
Eine Teilnehmerin am Vorbereitungskurs und in einer Beziehung mit Funatsuka.
Funatsuka (船塚)
Ein Kursteilnehmer an Rō’s Schule und der Freund von Natsuki Nakahara.

## Anime-Fernsehserie
- → Hauptartikel: Sing “Yesterday” for Me

Am 12. April 2019 wurde angekündigt, dass die Manga-Reihe eine Umsetzung als Anime-Fernsehserie erhalten werde. Als Regisseur fungiert Yoshiyuki Fujiwara, der in der Vergangenheit bereits Werke wie New Game!, Sword Art Online und Attack on Titan eine Anime-Umsetzung verpasste. Die Produktion fand im Studio Dōga Kōbō statt. Die erste der insgesamt 18 Episoden wurde am 4. April 2020 im japanischen Fernsehen gezeigt.